# GOLDEN☆BEST 河島英五 SINGLES
『GOLDEN☆BEST 河島英五 SINGLES』（ゴールデン☆ベスト わかしまえいご シングルズ）は、河島英五の2枚組ベスト・アルバム。2002年11月20日発売。発売元はソニー・ミュージックハウス。

## 解説
各レコード会社から発売されている「ゴールデン☆ベスト」シリーズの中の1作としてリリースされた河島英五の廉価版ベスト・アルバム。同じ曲が複数収録されているが全て別ヴァージョンでの収録となっている。
近年では音楽配信サービスで音源が入手可能。

## 代表曲
- 「酒と泪と男と女」のオリジナル・カラオケがDisc.2のラストに収録されている。本楽曲はCD化される・されないに拘わらず、様々な歌手にカバーされており[6]、河島が急逝した2001年の大晦日放送『第52回NHK紅白歌合戦』では朋友、堀内孝雄によって歌われた。
- 「時代おくれ」で河島は1991年の『第42回NHK紅白歌合戦』に出場。同曲をピアノの弾き語りで披露している[7]。
- 「野風増」は未発表バージョンでの収録となった。

## 収録曲

### Disc.1
1. 時代おくれ（'86オリジナル・シングルバージョン）
  - 各配信サイトでは（'85〜）と記されているが、発売年が1986年のため誤りである[3][4][5]。
2. 人生
  - 上記「時代おくれ」1986年8月発売盤のカップリング曲。
3. ろまんちすと
  - 同名シングル表題曲。
4. ながいながいお話をみじかいみじかい一言で
  - 上記「ろまんちすと」のカップリング曲。
5. 生まれる前から好きやった
  - 同名シングル表題曲。
6. いのちの旅人たち
  - 上記「生まれる前から好きやった」のカップリング曲。
7. 地団駄 （'89シングルバージョン）
  - 各配信サイトでは（'88〜）と記されているが、発売年が1989年のため誤りである[3][4][5]。
8. だれかが風の中で
  - 同名シングル表題曲。
9. 伝言
  - 上記「だれかが風の中で」のカップリング曲。
10. 酒と泪と男と女 （ニュー・アレンジ）
  - 1991年7月に発売された新録音。
11. いくつかの場面 （'91シングルバージョン）
  - 上記「酒と泪と男と女」（ニュー・アレンジ）のカップリング曲。
12. てんびんばかり （世紀末バージョン）
  - 1991年7月に発売された新録音盤。
13. 自分のことをどのくらい知っていますか
  - 1991年9月に発売された再発盤「時代おくれ」のカップリング曲[8]。

### Disc 2
1. 酒と泪と男と女 （'93シングルバージョン）
  - 1993年10月に発売された3曲入り8cmCDに収録。
2. 時代おくれ （'93バージョン）
  - 1993年10月に発売された3曲入り8cmCDに収録。
3. いくつかの場面 （'93シングルバージョン）
  - 1993年10月に発売された3曲入り8cmCDに収録。
4. ほろ酔いで （'92シングルバージョン）
  - 同名シングル表題曲。
5. 旅的途上 （'92アコースティックバージョン）
  - アルバム『アコースティックベストセレクション』[9]収録曲。
  - 各配信サイトでは（'91〜）と記されているが発売年が1992年のため誤りである[3][4][5]。
6. 魔法の絵の具
  - 同名シングル表題曲。
7. 行かないでくれ ーSLOW TRAIN COMINGー
  - 上記「魔法の絵の具」のカップリング曲。
8. 旅的途上 （'96シングル・バージョン）
  - 1996年7月に発売された新録音盤。
9. ブーツに履きかえて
  - 上記「旅的途上 （'96シングル・バージョン）」のカップリング曲。
10. 晩秋
  - TBS系テレビドラマ『命燃えて』主題歌
  - 沢の鶴本醸造「実楽」CMソング
11. 悲しい愚か者の詩
  - 上記「晩秋」のカップリング曲。
12. 元気だしてゆこう
  - 同名シングル表題曲。
13. いつまでも
  - 上記「元気だしてゆこう」のカップリング曲。
14. 野風増 （未発表バージョン）
15. 流れる雲
16. 酒と泪と男と女 （オリジナル・カラオケ）